# Luci Escriboni Libó (cònsol any 16)
Luci Escriboni Libó (en llatí: Lucius Scribonius Libo) va ser un magistrat romà, probablement fill de Luci Escriboni Libó (cònsol el 34aC) i de Cornèlia Pompeia, filla de Luci Corneli Cinna. Formava part de la gens Escribònia, i era de la família dels Escriboni Libó.
Va ser cònsol l'any 16 juntament amb Tit Estatili Sisenna Taure. Va ser membre del col·legi sacerdotal dels epulones, i encara vivia en temps de l'emperador Claudi. Va tenir una filla dita Escribònia.